# شفت (غيلان)
شفت (بالفارسية: شفت) هي مدينة تقع في إيران في البلدة المركزية. يقدر عدد سكانها بـ 6,158 نسمة .